# NGC 4418
NGC 4418 = NGC 4355 ist eine aktive, spiralförmige Infrarotgalaxie vom Hubble-Typ Sbc im Sternbild Jungfrau auf der Ekliptik. Sie ist schätzungsweise 93 Mio. Lichtjahre von der Milchstraße entfernt und hat einen Durchmesser von etwa 40.000 Lj.
Das Objekt wurde am 1. Januar 1786 von dem deutsch-britischen Astronomen Wilhelm Herschel entdeckt.

Unter dem Namen NGC 4355 wurde sie von dem US-amerikanischen Astronomen David Peck Todd am 5. Februar 1878 auf der Suche nach dem transneptunischen Planeten fälschlicherweise als Neuentdeckung eingeordnet.